# Циннова связка
Циннова связка, или ресничный поясок, цилиарная связка (лат. zonula ciliaris), — круговая связка, подвешивающая хрусталик глаза, образованная из тонких гликопротеиновых зонулярных волокон (fibrae zonulares). Расположена в задней камере глаза. Названа в честь немецкого врача Иоганна Готтфрида Цинна, который описал её в 1755 году.
Волокна цинновой связки покрыты мукополисахаридным гелем с целью защиты от протеолитических ферментов водянистой влаги камер глаза. Это обусловливает мембраноподобный вид передней и задней камер глаза.
При сокращении цилиарной мышцы её внутренний диаметр уменьшается. В результате натяжение волокон цинновой связки снижается, это приводит к увеличению кривизны хрусталика и уменьшению фокусного расстояния оптической системы глаза, что позволяет рассматривать близко расположенные объекты. Наоборот, при расслаблении цилиарной мышцы зонулярные волокна цинновой связки натягиваются, что приводит к уплощению хрусталика и способствует фокусировке взора на удалённых объектах. Всё это обеспечивает акт аккомодации.
В цинновой связке различают передние и задние зонулярные волокна. Передние зонулярные волокна отходят от основания ресничных отростков и прикрепляются к экваториальной и задней частям хрусталика. Задние зонулярные волокна отходят от зубчатого края и прикрепляются к передней части хрусталика. Между скрещенными передними и задними волокнами вокруг хрусталика образуется незамкнутое щелевидное пространство, которое называется каналом (лат. spatia zonularia).
Зонулярные волокна прикрепляются на цилиарном теле к стекловидной мембране, самому наружному слою.
При отрыве волокон цинновой связки хрусталик смещается (происходит вывих хрусталика).